# 石鬚阿氏龍鰧
石鬚阿氏龍鰧為輻鰭魚綱鱸形目南極魚亞目阿氏龍鰧科的其中一種，分布於南冰洋羅斯海海域，棲息深度107-287公尺，為深海底棲性魚類，屬肉食性，生活習性不明。

## 擴展閱讀
維基物種上的相關：石鬚阿氏龍鰧